# Spanish Norman
Le Spanish Norman est une race chevaline américaine demi-trait et demi-sang, issue de croisements entre le Percheron et le Pure race espagnole. L'objectif d'élevage est de reconstituer le modèle des montures des chevaliers médiévaux. 

## Histoire
Le Spanish-Norman est un cheval issu d'un croisement entre l'Andalou (Pure race espagnole ou Lusitanien) et le Percheron.
D'après Deb Bennet, l'Andalou  et le Percheron sont deux races de chevaux descendantes d'ancêtres ibériques et Barbe. Des chevaux de modèle lourd influencent l'Andalou à partir du XVIe siècle, entraînant la dilution de nombreuses lignées ; seules celles protégées par un élevage sélectif sont à l'origine de l'Andalou moderne.
L'association de race du Spanish-Norman estime que le Percheron fut un destrier réputé, ce qui est contredit par l'ethnologue Bernadette Lizet, pour qui le Percheron descend du bidet normand.
Le registre généalogique (stud-book) du Spanish-Norman est créé en 1991, dans le Connecticut.

## Description

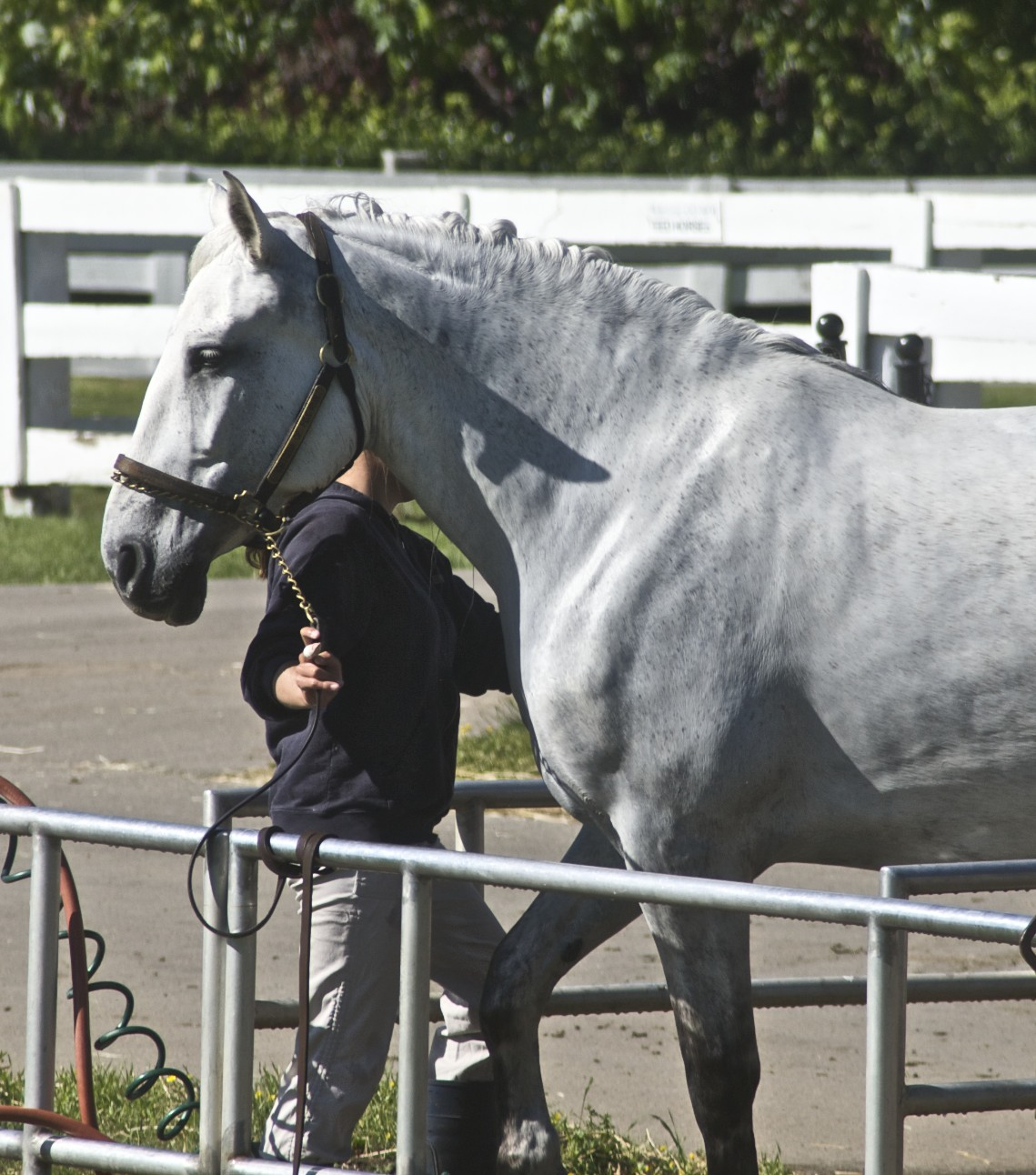
Jument Spanish-Norman.

D'après l′International museum of the horse, le Spanish-Norman mesure en moyenne 1,60 m à 1,73 m. L'objectif dans la sélection de la race est de « re-créer » le type du cheval chargeur médiéval, tout en conservant un objectif sportif.

### Robe
Comme chez les deux races parents, la robe prédominante chez le Spanish-Norman est le gris. Des individus noirs et bais se rencontrent occasionnellement.

## Utilisations
La Spanish-Norman est monté en compétitions spécifiques à la police montée. Il est également présent dans  diverses démonstrations (entre autres, de reining), ainsi que dans des reconstitutions médiévales, telles que l’Equines Affaire's Fantasia, généralement en armure.
Cette race est représentée en dressage, équitation western, concours complet, équitation de loisir, ainsi qu'en amazone.

## Diffusion de l'élevage
La race a notamment été présentée au Kentucky Horse Park.